# Botón de llamada presidencial

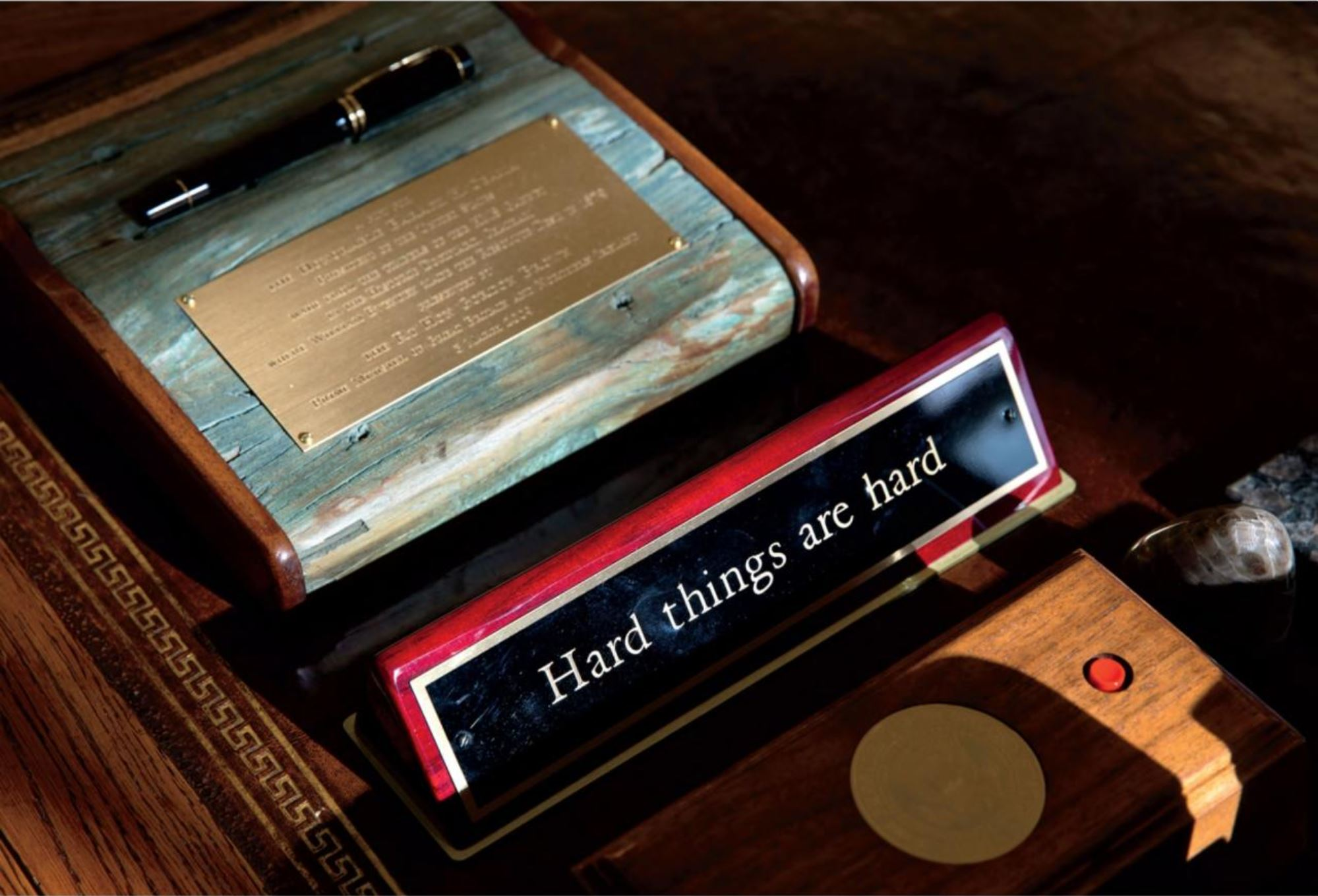
El botón de llamada presidencial en el escritorio Resolute junto al portaplumas del HMS Gannet, una placa que dice Hard things are hard («Las cosas difíciles son difíciles») que David Axelrod le regaló al presidente Obama y una piedra Petoskey que la esposa de Pete Souza le regaló a Obama por su 50 cumpleaños.

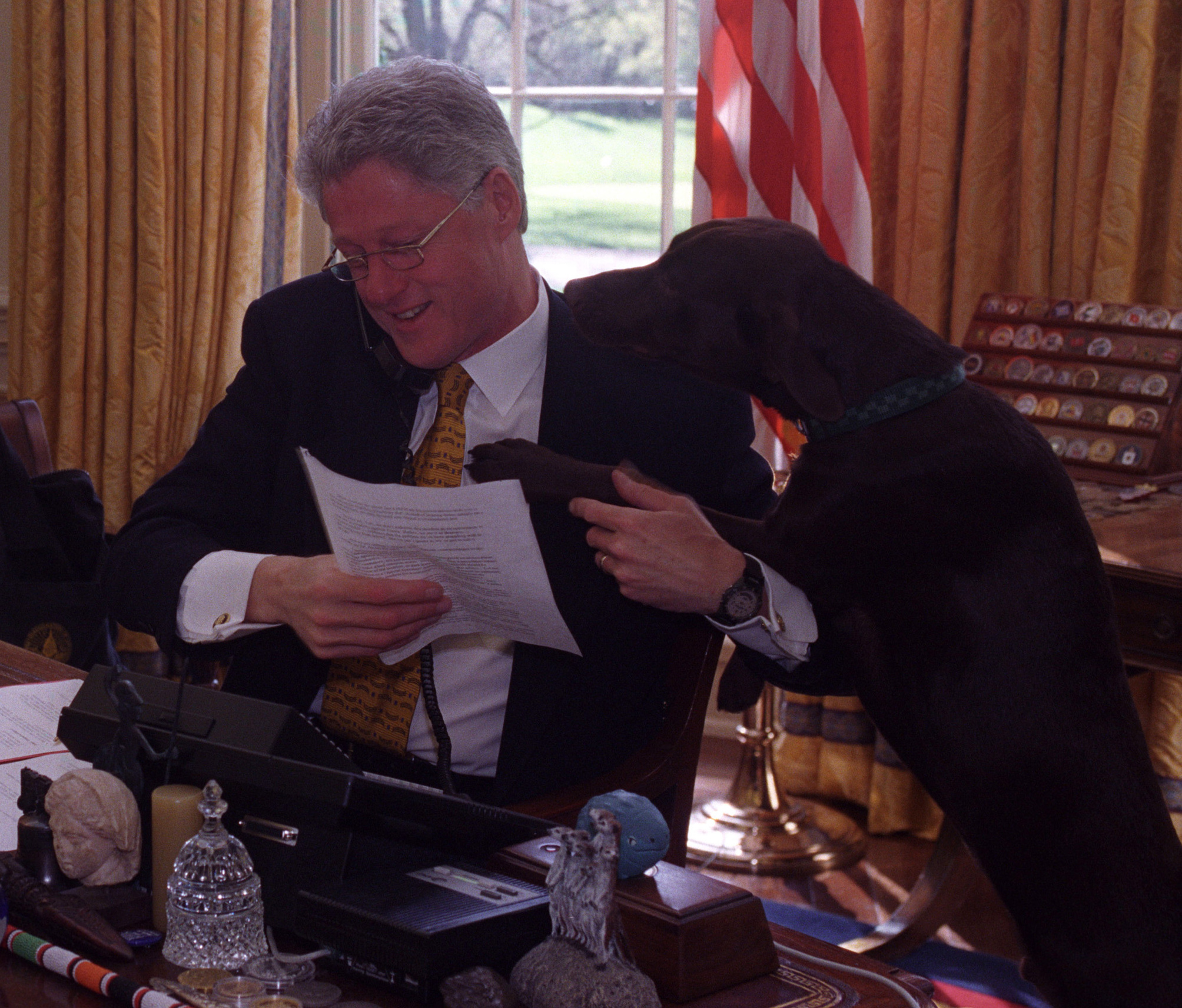
Bill Clinton y su perro Buddy en la Oficina Oval con el botón de llamada presidencial visible en su escritorio.

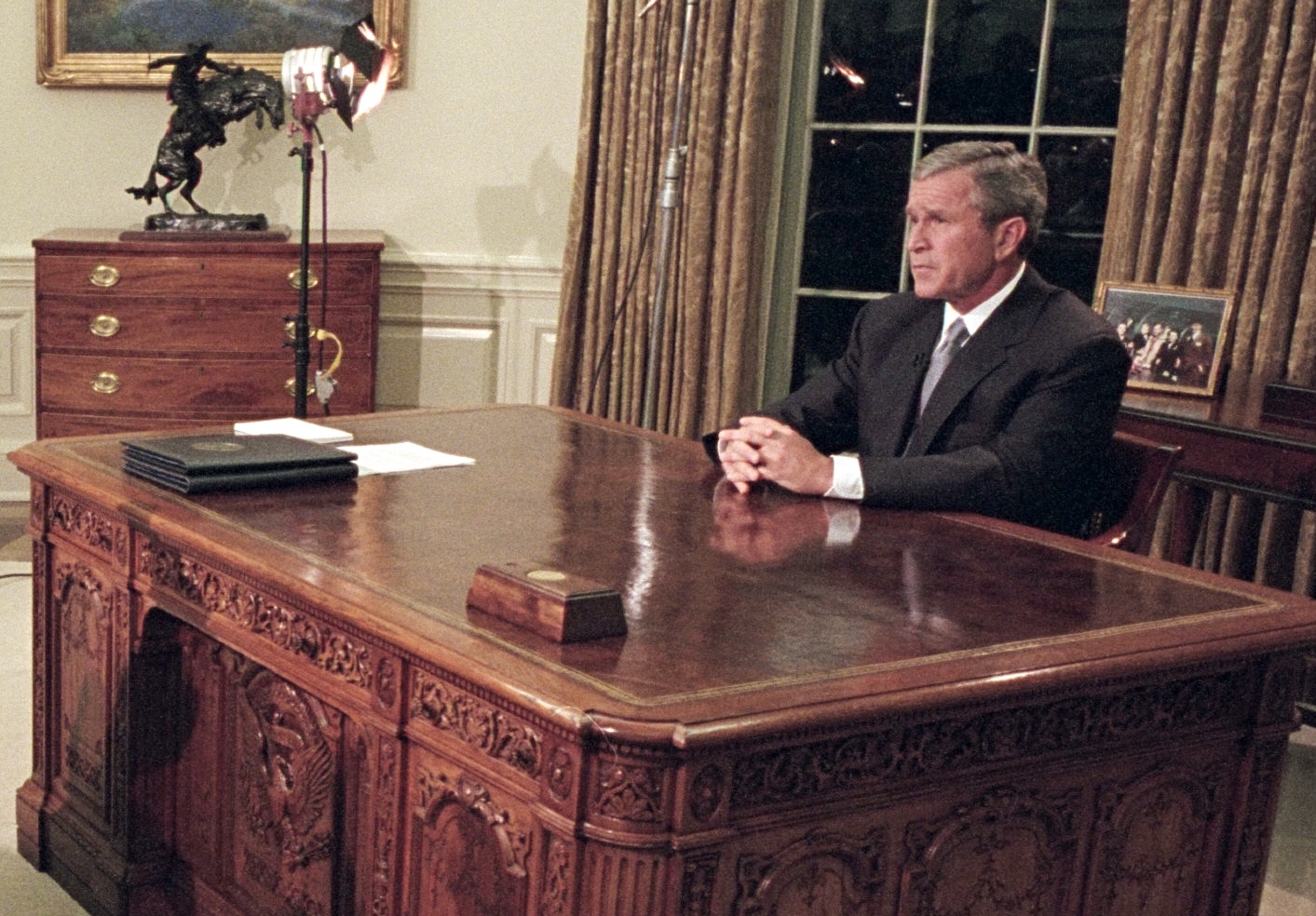
George W. Bush en el escritorio Resolute durante los atentados del 11 de septiembre de 2001, con el botón de llamada en el escritorio, a su izquierda.

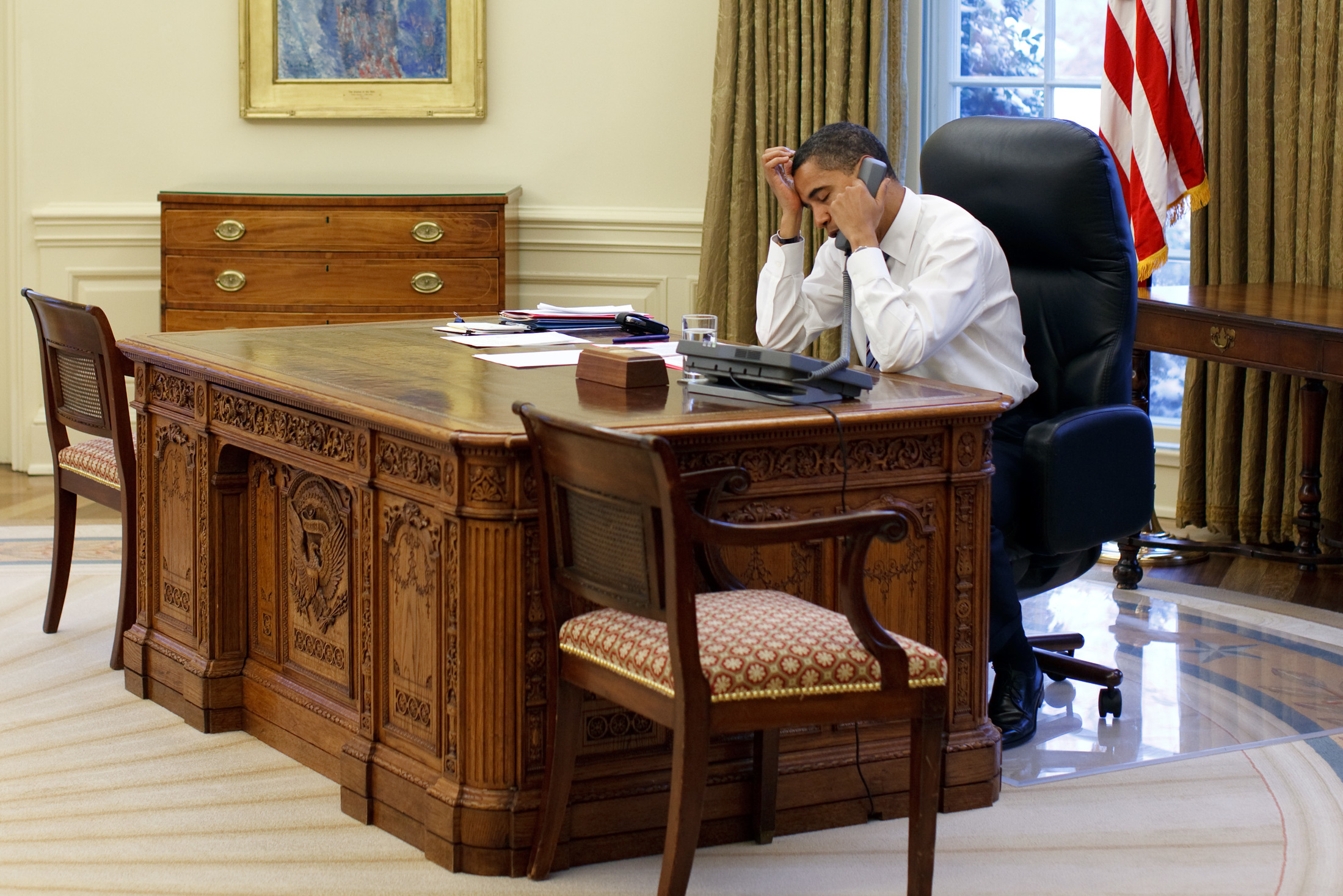
Barack Obama sentado en el escritorio Resolute con el botón visible

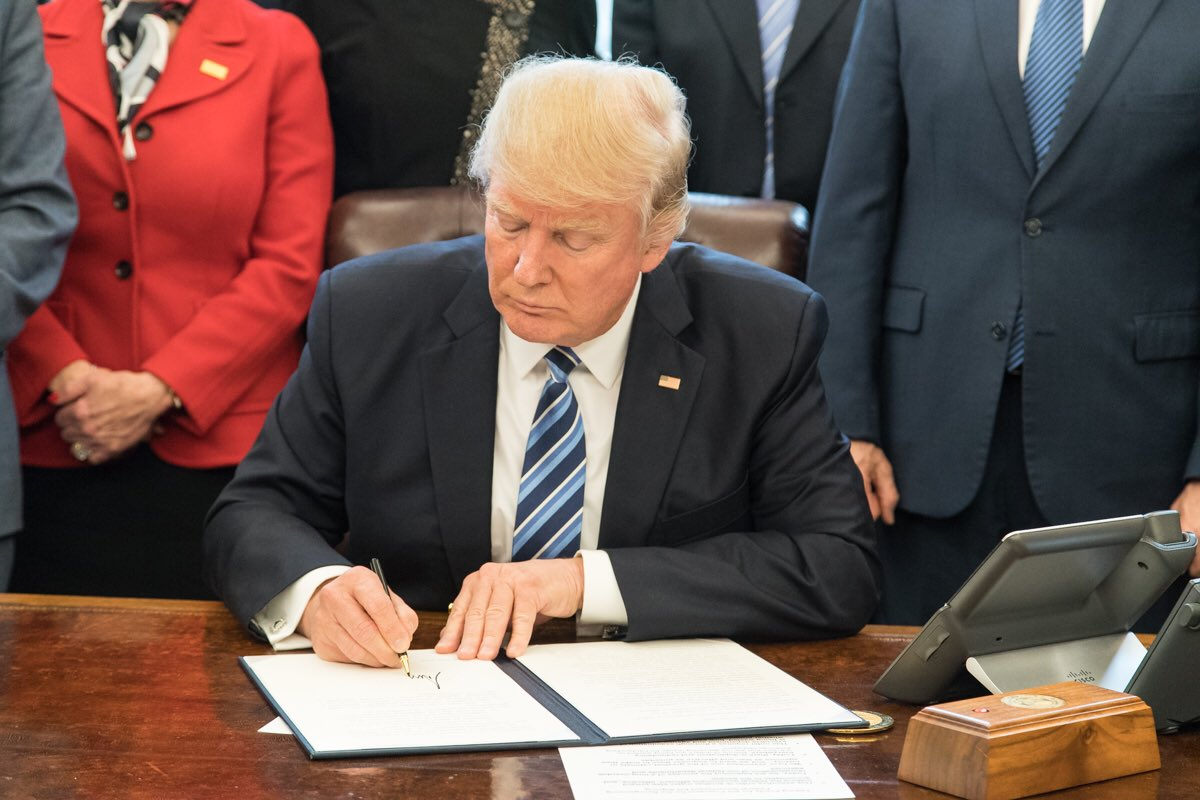
El botón de llamada en una caja de madera junto al teléfono en el escritorio Resolute en marzo de 2017.

Algunos presidentes de los Estados Unidos han tenido un botón de llamada presidencial rojo en la Oficina Oval de la Casa Blanca con el que podría llamar a asistentes. Se notó que este botón estaba en el escritorio Resolute desde al menos la presidencia de George W. Bush, y se informó que un botón similar se usó durante la presidencia de Lyndon B. Johnson, y se encuentra en una caja de madera de aproximadamente 9 por 3 plg (22,9 por 7,6 cm) marcada con un sello presidencial dorado.

## Historia
Una carta de 1881 escrita por el agente pagador de la Casa Blanca William H. Crook se refiere a una campana eléctrica adherida al escritorio del presidente James A. Garfield. Lyndon Johnson tenía una serie de botones, o llaves, para invocar diferentes bebidas a la Oficina Oval, la Sala del Gabinete y el «Little Lounge» (una sala justo al lado de la Oficina Oval). En la Oficina Oval, las llaves estaban sobre la mesa detrás del escritorio del presidente. Las cuatro teclas eran para café, té, Coca-Cola y Fresca, y al ser presionadas un mayordomo cumplía con el pedido de bebida del presidente.
Se sabe que el presidente George W. Bush usaba el botón. Según Richard Branson, el presidente Barack Obama lo reutilizó para pedir té para sus invitados a la Casa Blanca. Durante la presidencia de Donald Trump, cuando se presionaba, una señal convocaba a un valet que le traía una Coca-Cola Light en bandeja de plata. En un momento, Walt Nauta tuvo este trabajo. Según los informes, Trump también usó el botón para solicitar el almuerzo y hacer bromas a los nuevos visitantes de la Casa Blanca. Trump le dijo a un reportero que «todos piensan que es [el botón nuclear]». y que la gente «se pone un poco nerviosa cuando presiono ese botón». En los primeros días de la presidencia de Joe Biden, se informó que el mismo removió el botón; sin embargo, pareció regresar unas semanas más tarde cuando un funcionario de la Casa Blanca le dijo a Politico que el botón estaba de vuelta en el escritorio con un propósito no especificado.